# Amolops jinjiangensis
Espèce
Synonymes
- Staurois mantzorum jinjiangensis Yang, Su & Li, 1983

Statut de conservation UICN

 LC  : Préoccupation mineure
Amolops jinjiangensis est une espèce d'amphibiens de la famille des Ranidae.

## Répartition
Cette espèce est endémique du Sud de la République populaire de Chine. Elle se rencontre entre 1 020 et 2 000 m d'altitude, :
- dans le Nord-Ouest du Yunnan dans les xians de Shangri-La et de Dêqên dans la préfecture de Dêqên ;
- au Sichuan.

## Étymologie
Son nom d'espèce, composé de jinjiang et du suffixe latin -ensis, « qui vit dans, qui habite », lui a été donné en référence au lieu de sa découverte, le district de Jinjiang.

## Publications originales
- Yang, Su & Li, 1983 : A study on amphibians and reptiles from the Hengduanshan Mountains of Yunnan. Acta Herpetologica Sinica, New Series, Chengdu, vol. 2, no 3, p. 37-41.
- Su, Yang & Li, 1986 : A new species of Amolops from the Hengduan Shan Mountains. Acta Herpetologica Sinica, New Series, Chengdu, vol. 5, no 3, p. 204-206.